# Titularbistum Orthosias in Phoenicia
Orthosias in Phoenicia ist ein Titularbistum der römisch-katholischen Kirche.
Es geht zurück auf ein früheres Bistum der antiken Stadt Orthosias in der Nähe der Ruinen von Bordj – Hacmon – El-Yeoudi im heutigen Libanon.
| Titularerzbischöfe von Orthosias in Phoenicia |                                   | |                   |                   |
| Nr.                                           | Name                              | Amt                                                                                                 | von               | bis               |
| 1                                             | Edward Maginn                     | Koadjutorbischof von Derry (Irland)                                                                 | 8. September 1845 | 17. Januar 1849   |
| 2                                             | Hl. Grégoire Grassi OFM           | Apostolischer Koadjutorvikar und Vikar von Shansi/Northern Shansi {Scian-Si Settentrionale} (China) | 20. Januar 1876   | 9. Juli 1900      |
| 3                                             | Sebastião Leme da Silveira Cintra | Weihbischof in São Sebastião do Rio de Janeiro (Brasilien)                                          | 24. März 1911     | 29. April 1916    |
| 4                                             | Ippolito Ulivelli OFM             | Apostolischer Vikar von Camiri (Bolivien)                                                           | 13. August 1919   | 27. Oktober 1922  |
| 5                                             | Colomban-Marie Dreyer OFM         | Apostolischer Vikar von Rabat (Französisch-Marokko) und Sueskanal (Königreich Ägypten)              | 27. Juni 1923     | 26. November 1928 |
| 6                                             | József Grősz                      | Weihbischof in Győr (Ungarn)                                                                        | 17. Dezember 1928 | 19. Juli 1939     |
| 7                                             | Pedro Pablo Tenreiro Francia      | Weihbischof in Cumaná (Venezuela)                                                                   | 30. August 1939   | 23. Oktober 1954  |
| 8                                             | Narciso Jubany Arnau              | Weihbischof in Barcelona (Spanien)                                                                  | 24. November 1955 | 7. Februar 1964   |